# Vesmírné síly Spojených států amerických
Vesmírné síly Spojených států amerických (anglicky United States Space Force; USSF) je jedna ze šesti složek Ozbrojených sil Spojených států a zároveň jedna z osmi amerických uniformovaných složek. Vznikly 20. prosince 2019 vyčleněním z Letectva Spojených států, v jehož rámci existovalo od roku 1982 velitelství pro vesmírný boj. Mají za úkol „ochraňovat zájmy Spojených států ve vesmíru, odrazovat agresory a provádět vesmírné operace“. K roku 2019 disponovaly 77 operačními satelity (z toho 29 GPS).
Vesmírné síly a jejich velitel sídlí v Pentagonu, Velitelství vesmírných operací (Space Operations Command) má sídlo na Vandenbergově letecké základně v Kalifornii.
Vesmírné síly úzce spolupracují s Letectvem Spojených států (společně s ním tvoří Odbor vojenského letectva v rámci ministerstva obrany), s civilním Národním úřadem pro letectví a vesmír (NASA) a s Národním úřadem pro průzkum (NRO), pro který zajišťují vynášení špionážních satelitů.
Od svého vzniku převzaly Vesmírné síly provoz GPS, pro které zajišťují jak běžný provoz, tak mají na starost i modernizaci a vypouštění nových satelitů. Svůj první nový satelit GPS (GPS III-03) od převzetí správy systému vypustily Vesmírné síly 30. června 2020 ze startovacího komplexu 40 na raketě Falcon 9 soukromé společnosti SpaceX.

## Galerie

Oficiální vlajka Vesmírných sil užívaná od 15. května 2020
Space Force Delta – oficiální logo Vesmírných sil užívané od 22. července 2020
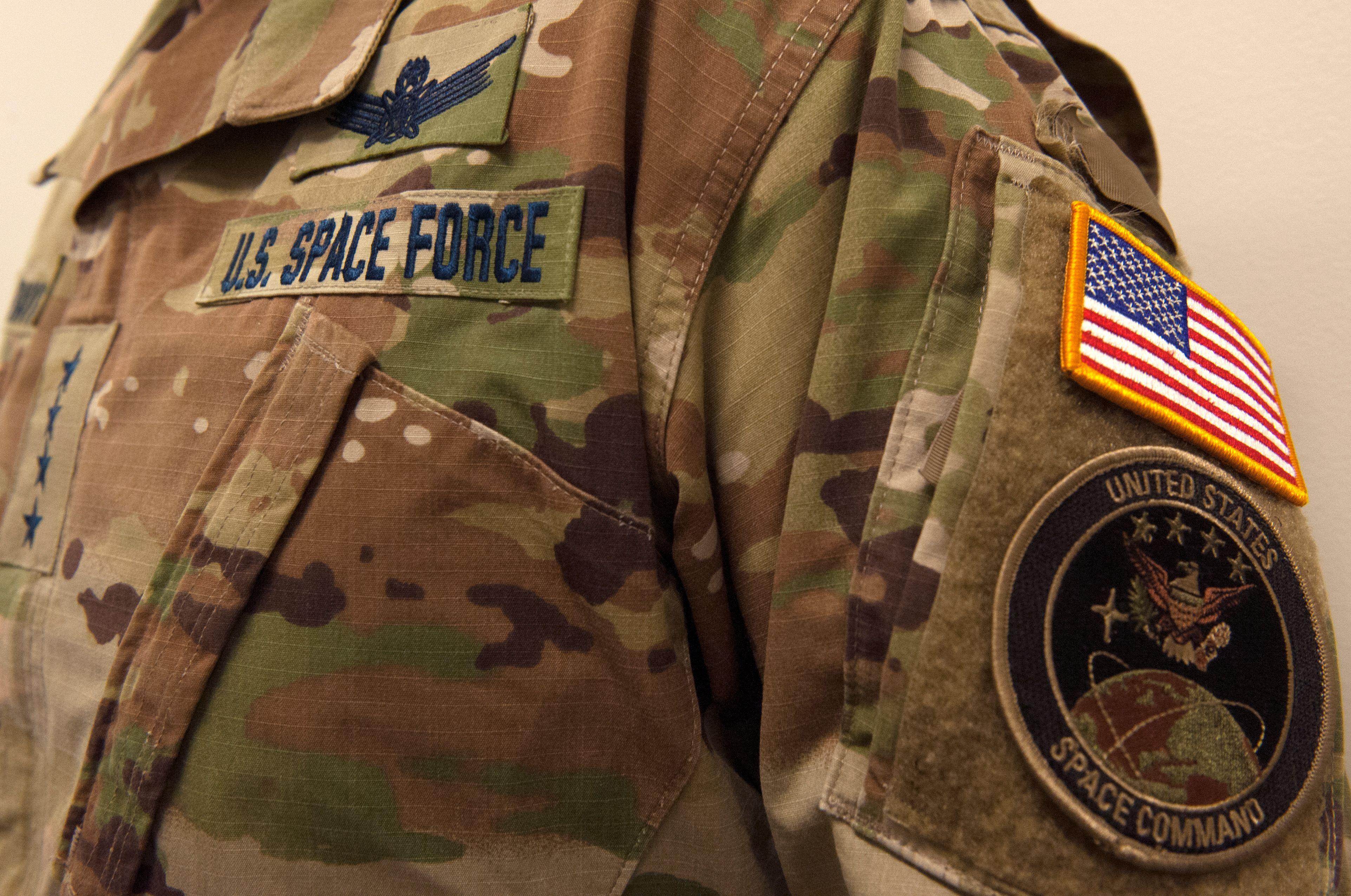
Uniforma generála Vesmírných sil